# Crosslauf-Weltmeisterschaften 1978
Die 6. Crosslauf-Weltmeisterschaften der IAAF fanden am 26. März 1978 im Bellahouston Park von Glasgow (Schottland) statt.
Die Männer starteten über eine Strecke von 12,3 km, die Frauen über 4,728 km und die Junioren über 7,036 km.

## Ergebnisse

### Männer

#### Einzelwertung
| Platz | Athlet                | Land | Zeit (min) |
| ----- | --------------------- | ---- | ---------- |
| 1     | John Treacy           | IRL  | 39:25      |
| 2     | Aleksandras Antipovas | URS  | 39:28      |
| 3     | Karel Lismont         | BEL  | 39:32      |
| 4     | Tony Simmons          | ENG  | 39:51      |
| 5     | Guy Arbogast          | USA  | 39:52      |
| 6     | Craig Virgin          | USA  | 39:54      |
| 7     | Nat Muir              | SCO  | 40:00      |
| 8     | Franco Fava           | ITA  | 40:03      |

Von 168 gestarteten Athleten erreichten 159 das Ziel.
Teilnehmer aus deutschsprachigen Ländern:
- 16: Christoph Herle (FRG), 40:25
- 37: Günter Zahn (FRG), 41:03
- 39: Hans-Jürgen Orthmann (FRG), 41:08
- 41: Michael Karst (FRG), 41:15
- 46: Manfred Schoeneberg (FRG), 41:22
- 61: Wolf-Dieter Poschmann (FRG), 41:49
- 65: Dietmar Millonig (AUT), 41:52
- 68: Peter Lindtner (AUT), 42:01
- 94: Gerhard Hartmann (AUT), 42:40
- 103: Peter Weigt (FRG), 43:00
- 118: Wolfgang Konrad (AUT), 43:33
- 121: Erwin Wagger (AUT), 43:41
- 128: Josef Steiner (AUT), 43:56
- 137: Peter Pfeifenberger (AUT), 44:31

#### Teamwertung
| Platz | Land und Athleten                                                                                      | Gesamtpunktzahl und Einzelplatzierung |
| ----- | --- | ------------------------------------- |
| 1     | Frankreich Pierre Levisse Lucien Rault Radhouane Bouster Alex Gonzalez Thierry Watrice Jean-Paul Gomez | 151 010 013 018 032 035 043           |
| 2     | Vereinigte Staaten Guy Arbogast Craig Virgin Greg Meyer Jeff Wells Bill Rodgers Mike Roche             | 156 05 06 020 029 044 052             |
| 3     | England Tony Simmons Jon Wild Neil Coupland Mike McLeod Ken Newton Steve Kenyon                        | 159 04 015 028 030 040 042            |

Insgesamt wurden 20 Teams gewertet. Die bundesdeutsche Mannschaft belegte mit 240 Punkten den siebten und die österreichische Mannschaft mit 594 Punkten den 15. Platz.

### Frauen

#### Einzelwertung
| Platz | Athletin          | Land | Zeit (min) |
| ----- | ----------------- | ---- | ---------- |
| 1     | Grete Waitz       | NOR  | 16:19      |
| 2     | Natalia Mărășescu | ROU  | 16:49      |
| 3     | Maricica Puică    | ROU  | 16:59      |
| 4     | Julie Shea        | USA  | 17:12      |
| 5     | Cornelia Bürki    | SUI  | 17:13      |
| 6     | Monika Greschner  | FRG  | 17:14      |
| 7     | Jan Merrill       | USA  | 17:17      |
| 8     | Georgeta Gazibara | ROU  | 17:18      |

Von 99 gestarteten Athletinnen erreichten 97 das Ziel.
Weitere Teilnehmerinnen aus deutschsprachigen Ländern:
- 21: Christa Vahlensieck (FRG), 17:45
- 25: Brigitte Kraus (FRG), 17:54
- 33: Renate Kieninger (FRG), 18:02
- 45: Maria Mödl (FRG), 18:17
- 51: Marijke Moser (SUI), 18:20
- 61: Elsbeth Liebi (SUI), 18:36
- 72: Ulrike Kullmann (FRG), 18:54
- 75: Barbara Bendler (SUI), 19:01

#### Teamwertung
| Platz | Land und Athletinnen                                                        | Gesamtpunktzahl und Einzelplatzierung |
| ----- | --------------------------------------------------------------------------- | ------------------------------------- |
| 1     | Rumänien Natalia Mărășescu Maricica Puică Georgeta Gazibara Antoaneta Iacob | 30 02 03 08 17                        |
| 2     | Vereinigte Staaten Julie Shea Jan Merrill Kathy Mills Brenda Webb           | 37 04 07 11 15                        |
| 3     | England Joyce Smith Christine Benning Penny Yule Mary Stewart               | 55 09 12 16 18                        |

Insgesamt wurden 17 Teams gewertet. Die bundesdeutsche Mannschaft belegte mit 85 Punkten den vierten und die Schweizer Mannschaft mit 192 Punkten den zwölften Platz.

### Junioren

#### Einzelwertung
| Platz | Athlet           | Land | Zeit (min) |
| ----- | ---------------- | ---- | ---------- |
| 1     | Mick Morton      | ENG  | 22:57      |
| 2     | Rob Earl         | CAN  | 23:10      |
| 3     | Francisco Alario | ESP  | 23:11      |

Von 91 gestarteten Athleten erreichten 90 das Ziel.

#### Teamwertung
| Platz | Land und Athleten                                                                  | Gesamtpunktzahl und Einzelplatzierung |
| ----- | ---------------------------------------------------------------------------------- | ------------------------------------- |
| 1     | England Mick Morton Eddie White David Beaver Peter Elletson                        | 53 01 13 15 24                        |
| 2     | Kanada Rob Earl Kevin Dillon Rob Lonergan Jim Groves                               | 53 02 08 14 29                        |
| 3     | Spanien Francisco Alario Constantino Esparcia Argimiro González Valentin Rodríguez | 54 03 04 16 31                        |

Insgesamt wurden 16 Teams gewertet.